# 京橋停留場
京橋停留場（きょうばしていりゅうじょう）は岡山県岡山市北区京橋町にある岡山電気軌道東山本線の停留場（臨時停留場）である。

## 概要
毎月第一日曜日に旭川河川敷で「備前岡山京橋朝市」が開催されており、このうち毎年5月と10月の朝市営業時間帯のみ設置される臨時停留場である。これは、5月の五月市および10月の全国有名朝市はイベントが共催されることから、多数の客が見込まれるためである。これ以外の朝市開催日は、西大寺町・岡山芸術創造劇場ハレノワ前停留場から徒歩でアクセスすることになっている。ただし、2020年は新型コロナウイルス感染拡大防止のために五月市ならびに全国有名朝市が中止となったため設置されなかった。翌2021年も同様の措置となったが、12月29日開催の〆市の利便性向上のために例年と異なり12月に設置された。
臨時停留場であることから、岡山電気軌道の路線図や市販されている地図には掲載されていない。

## 歴史
1923年（大正12年）7月9日から1968年（昭和43年）8月29日にかけても、同じく西大寺町停留場（現・西大寺町・岡山芸術創造劇場ハレノワ前停留場） - 小橋停留場間に京橋停留所が設置されていた。ただし、『日本鉄道旅行地図帳』所収の「駅名一覧」では当停留所がその復活開業とはみなしていない。

### 年表
- 1995年（平成7年）12月24日：臨時駅として開業[2]。
- 2003年（平成15年）頃：休止[2]。
- 2006年（平成18年）10月：遅くとも当期の全国有名朝市では当停留場が設置されていた[3]。

## 構造
通常時はホームや安全地帯は設置されておらず、営業日のみ黄色いテープを使用した仮設の安全地帯が設置される。

## 周辺
- 旭川河川敷

## 隣の停留場
岡山電気軌道
■東山本線
西大寺町・岡山芸術創造劇場ハレノワ前停留場 (H06) - 京橋停留場 - 小橋停留場 (H07)